# Бистрец (Бургасская область)
Бистрец (болг. Бистрец) — село в Болгарии. Находится в Бургасской области, входит в общину Средец. Население составляет 129 человек (2022).

## География
Деревня Бистрец расположена в горах Странджа, в 16 км от городского центра Средеца и в 46 км от областного центра Бургаса. Рядом с деревней протекает река Средецка. Ближайшие населённые пункты — Проход, Драка и Кубадин.